# ماون
ماون (بالإنجليزية: Maun, Botswana)‏ هي مدينة، تتبع مقاطعة الشمال الغربي، هي عاصمة مقاطعة الشمال الغربي.

## المناخ
يظهر الجدول التالي التغييرات المناخية على مدار السنة لماون:
| البيانات المناخية لـماون                                | البيانات المناخية لـماون | البيانات المناخية لـماون | البيانات المناخية لـماون | البيانات المناخية لـماون | البيانات المناخية لـماون | البيانات المناخية لـماون | البيانات المناخية لـماون | البيانات المناخية لـماون | البيانات المناخية لـماون | البيانات المناخية لـماون | البيانات المناخية لـماون | البيانات المناخية لـماون | البيانات المناخية لـماون |
| الشهر                                                   | يناير                    | فبراير                   | مارس                     | أبريل                    | مايو                     | يونيو                    | يوليو                    | أغسطس                    | سبتمبر                   | أكتوبر                   | نوفمبر                   | ديسمبر                   | المعدل السنوي            |
| ------------------------------------------------------- | ------------------------ | ------------------------ | ------------------------ | ------------------------ | ------------------------ | ------------------------ | ------------------------ | ------------------------ | ------------------------ | ------------------------ | ------------------------ | ------------------------ | ------------------------ |
| الدرجة القصوى °م (°ف)                                   | 44.0 (111.2)             | 39.4 (102.9)             | 39.5 (103.1)             | 37.2 (99.0)              | 35.6 (96.1)              | 33.3 (91.9)              | 32.2 (90.0)              | 36.1 (97.0)              | 38.6 (101.5)             | 42.8 (109.0)             | 43.3 (109.9)             | 42.2 (108.0)             | 44.0 (111.2)             |
| متوسط درجة الحرارة الكبرى °م (°ف)                       | 31.5 (88.7)              | 31.3 (88.3)              | 31.0 (87.8)              | 30.5 (86.9)              | 27.9 (82.2)              | 25.2 (77.4)              | 25.4 (77.7)              | 28.5 (83.3)              | 32.3 (90.1)              | 34.6 (94.3)              | 33.6 (92.5)              | 32.2 (90.0)              | 30.3 (86.5)              |
| المتوسط اليومي °م (°ف)                                  | 25.4 (77.7)              | 25.1 (77.2)              | 24.2 (75.6)              | 22.6 (72.7)              | 18.7 (65.7)              | 15.7 (60.3)              | 15.8 (60.4)              | 18.8 (65.8)              | 23.1 (73.6)              | 26.6 (79.9)              | 26.4 (79.5)              | 25.8 (78.4)              | 22.4 (72.3)              |
| متوسط درجة الحرارة الصغرى °م (°ف)                       | 19.4 (66.9)              | 18.9 (66.0)              | 17.5 (63.5)              | 14.6 (58.3)              | 9.5 (49.1)               | 6.2 (43.2)               | 6.2 (43.2)               | 9.2 (48.6)               | 14.0 (57.2)              | 18.5 (65.3)              | 19.3 (66.7)              | 19.3 (66.7)              | 14.4 (57.9)              |
| أدنى درجة حرارة °م (°ف)                                 | 8.9 (48.0)               | 8.9 (48.0)               | 10.0 (50.0)              | 3.3 (37.9)               | −1.7 (28.9)              | −6.4 (20.5)              | −5.3 (22.5)              | −4.4 (24.1)              | −0.6 (30.9)              | 6.1 (43.0)               | 9.4 (48.9)               | 11.1 (52.0)              | −6.4 (20.5)              |
| الهطول مم (إنش)                                         | 104 (4.1)                | 95 (3.7)                 | 81 (3.2)                 | 25 (1.0)                 | 5 (0.2)                  | 1 (0.0)                  | 0.5 (0.02)               | 0 (0)                    | 1 (0.0)                  | 17 (0.7)                 | 43 (1.7)                 | 81 (3.2)                 | 452 (17.8)               |
| متوسط أيام هطول الأمطار (≥ 0.1 mm)                      | 13                       | 12                       | 8                        | 5                        | 1                        | 0                        | 0                        | 0                        | 0                        | 3                        | 9                        | 10                       | 61                       |
| متوسط الرطوبة النسبية (%)                               | 60                       | 60                       | 60                       | 51                       | 48                       | 49                       | 45                       | 38                       | 32                       | 34                       | 43                       | 52                       | 48                       |
| ساعات سطوع الشمس الشهرية                                | 263.5                    | 209.1                    | 257.3                    | 279.0                    | 313.1                    | 300.0                    | 306.9                    | 331.7                    | 306.0                    | 297.6                    | 261.0                    | 244.9                    | 3٬370٫1                  |
| ساعات سطوع الشمس اليومية                                | 8.5                      | 7.4                      | 8.3                      | 9.3                      | 10.1                     | 10.0                     | 9.9                      | 10.7                     | 10.2                     | 9.6                      | 8.7                      | 7.9                      | 9.3                      |
| المصدر: الأرصاد الجوية الألمانية, (January record only) |                          |                          |                          |                          |                          |                          |                          |                          |                          |                          |                          |                          |                          |

## أعلام
- هوزيا كوتاكو
- أمانتل مونتشو